# 7300 Yoshisada
7300 Yoshisada (1992 YV2) là một tiểu hành tinh vành đai chính được phát hiện ngày 16 tháng 12 năm 1992 bởi T. Urata ở Oohira.